# Nationalmuseum Bangkok

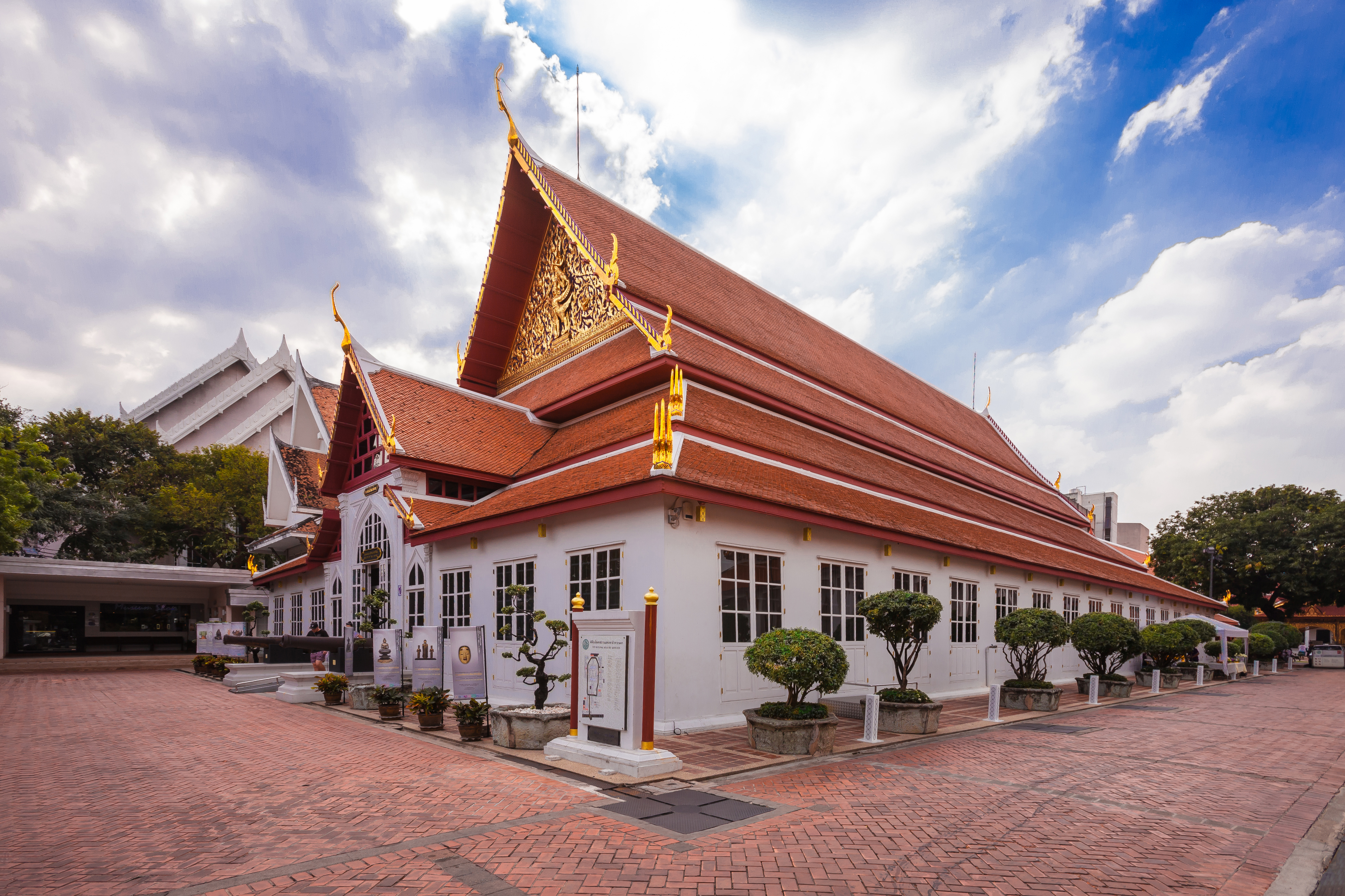
Sivamokkha Phiman Halle, Nationalmuseum Bangkok

Das Nationalmuseum Bangkok (Thai: พิพิธภัณฑสถานแห่งชาติ พระนคร; RTGS: Phiphitthaphanthasathan Haeng Chat Phra Nakhon; Aussprache: [pʰíʔpʰíttʰáʔpʰantʰáʔsàʔtʰăːn hɛ̀ŋ t͡ɕʰâːt pʰráʔ náʔkʰɔːn]) ist das erste von mehreren Nationalmuseen Thailands. Es liegt im ältesten Stadtteil von Bangkok, auf der Rattanakosin-Insel, nördlich des Großen Palasts (Phra Borom Maha Ratchawang), am zentralen Sanam Luang im Bangkoker Bezirk Phra Nakhon.

## Geschichte
Das erste Museum in Siam wurde von König Mongkut (Rama IV.) eingerichtet. Er ließ 1862 auf dem Gelände des Großen Palastes ein Gebäude bauen, um seine Sammlung von Kunstobjekten und Antiquitäten aufzubewahren. Das Gebäude hieß „Prapat Bibidhabanda“ und stand auf dem Platz, an dem sich heute die „Sivilai Maha Prasat Halle“ befindet.
Das erste öffentliche Museum ließ König Chulalongkorn (Rama V.) 1874 ebenfalls auf dem Palastgelände in der „Concordia Hall“, dem späteren „Sala Sahathai Samakhom“, einrichten. Nach dem Tode des letzten Uparat im August 1885 stand sein Palast, der so genannte „Vordere Palast“ (Phra Ratcha Wang Bowon Sathan Mongkon, Thai: พระราชวังบวรสถานมงคล – kurz Wang Na) leer. König Chulalongkorn ließ 1887 Ausstellungsstücke aus der Concordia Hall in den Wang Na transportieren, wo er die vorderen drei Gebäude als neuen Standort ausersah. Am 4. Dezember 1889 wurde durch ein königliches Dekret der Wang Na zum Museum erklärt unter der Schirmherrschaft des Erziehungs-Ministeriums. Zum Verwaltungsgebäude des soeben neu eingerichteten Ministeriums wurde 1892 das Gebäude des heutigen Nationaltheaters ernannt, welche ebenfalls auf dem Gebiet des ehemaligen Wang Na lag. Das Museum hatte zweimal in der Woche geöffnet. Es wurden Antiquitäten und Kunstobjekte ausgestellt, Kataloge wurden sowohl in Thai als auch in Englisch herausgegeben.
Am 19. April 1926 richtete König Prajadhipok (Rama VII.) das Royal Institute ein und bestimmte Prinz Damrong Rajanubhab zu seinem Präsidenten. Dieses siedelte sich im nördlichen Teil des Wang Na an, es übernahm anschließend die Verwaltung des „Bangkok Museum“, wie es ab sofort genannt wurde, und auch der „Bangkok Library“ (Bangkok Bibliothek). Die Gebäude des Museums wurden repariert und renoviert, so dass am 10. November 1926 zum Geburtstag des Königs die beiden neuen Institutionen in einer feierlichen Zeremonie eingeweiht werden konnten.
Im Laufe der Jahre befanden sich die Museumsgebäude in sehr schlechtem Zustand, so dass 1930 bereits Einsturzgefahr bestand. Da keine Mittel zur Verfügung standen, wurden zahlreiche Teakholz-Stämme benutzt, um die Dächer abzustützen. Nach dem Putsch von 1932 wurde am 3. Mai 1933 das Fine Arts Department (etwa: Ministerium der Schönen Künste) eingerichtet. Die Verwaltung des Bangkok Museum und der Vajiranyana Library wurde an das Ministerium übertragen. Gleichzeitig wurde das Bangkok Museum in „National Museum“ umbenannt, die Vajiranyana Library wurde zur „National Library“ (Nationalbibliothek).
Erst Anfang der 1950er Jahre konnten genug Mittel bereitgestellt werden, um die Gebäude des Museums zu reparieren und nach 20 Jahren die provisorischen Stützbalken zu entfernen. Die Restaurierung war erst 1952 abgeschlossen.

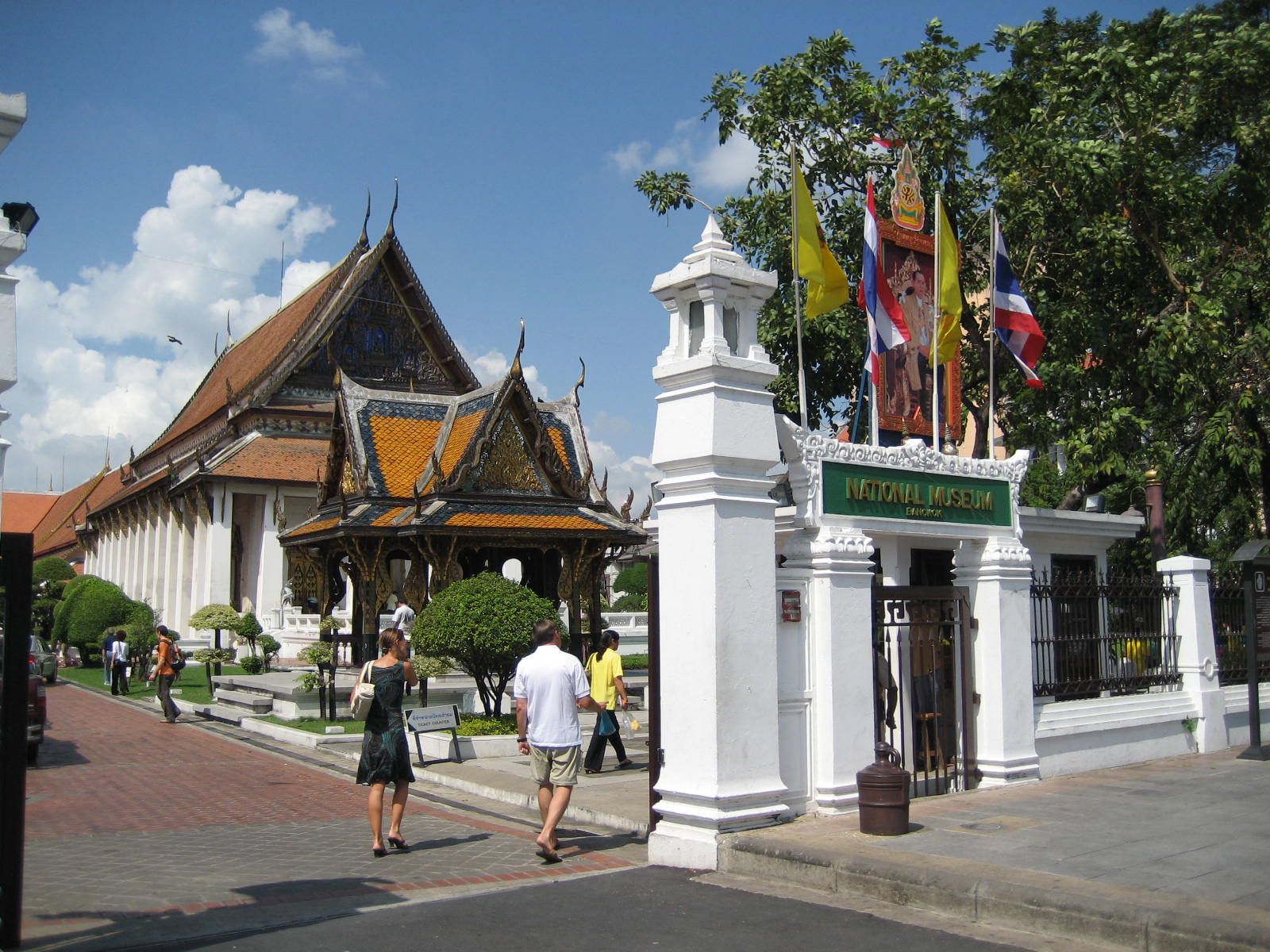
National-Museum: vorne der „Long Song Pavillon“ im Hintergrund die „Buddhai-Sawan-Kapelle“

## Sehenswürdigkeiten
- Die Buddhai-Sawan-Kapelle wurde vom ersten Uparat 1792 erbaut. Hier steht noch heute die Buddha-Statue Thailands, die nach dem Smaragd-Buddha am meisten verehrt wird: der legendäre Phra Phuttha Sihing. Bei bestimmten buddhistischen Feiertagen wird diese Statue mit ihrem Thron für die Öffentlichkeit auf dem Sanam Luang aufgestellt. Bemerkenswert sind außerdem die alten Wandmalereien in der Kapelle, welche zu den ältesten in Bangkok gehören.
- Bronze-Zeitalter: Zahlreiche Fundstücke aus der Gegend um Ban Chiang sind in der Sivamokkha Phiman Halle ausgestellt. Besonders sehenswert ist eine kleine, etwa acht Zentimeter hohe Pfauen-Figur, welche aufgrund ihrer einfachen Formgebung schon fast als modern angesehen werden kann.
- Dvaravati-Kunst: im relativ neuen Südflügel des Museums sind Kunstwerke aus der Dvaravati-Zeit zu sehen, darunter mehrere Gesetzesräder (Dharmachakra, Durchmesser bis zu 1,80 Meter). Eindrucksvoll ist die 3,80 Meter hohe, sitzende Buddha-Statue des Phra Phuttha Narachet.
- Sukhothai: Zahlreiche Buddha-Statuen aus der Sukhothai-Zeit sind im relativ neuen Nordflügel ausgestellt. Hier steht ebenfalls das Original der Stele von König Ramkhamhaeng, auf der zum ersten Male die Thailändische Schrift dargestellt ist. Zu sehen sind auch einige Statuen hinduistischer Gottheiten (z. B. die 1,50 Meter hohe Uma oder der 2,70 Meter hohe Vishnu, beide aus teilweise vergoldeter Bronze) im typischen Sukhothai-Stil (siehe Buddha-Statue (Thailand)).
- Ayutthaya: ein 1,50 Meter hoher Buddha-Kopf aus Bronze aus der Ayutthaya-Zeit ist neben weiteren mittelgroßen und kleinen Skulpturen ebenfalls im Nordflügel zu sehen.
- Kunsthandwerk: unzählige Beispiele von traditionellem thailändischen Kunsthandwerk sind ausgestellt: Gebrauchsgegenstände des Königs mit Perlmutter-Einlegearbeiten oder mit Niello verziert, Bücherschränke aus Klöstern und dem Königshaus mit Schwarzgoldlack-Malerei versehen, Silber- und Goldarbeiten, Schnitzarbeiten aus Elfenbein. Besonders eindrucksvoll ist eine über ein Meter hohe, aus Teak geschnitzte, elegante Figur einer Kinnari aus dem 17. Jahrhundert.
- Königliche Bestattungswagen: Ein eigenes Gebäude ist den grandiosen königlichen Bestattungswagen gewidmet, die aus Teak hergestellt, mit vergoldeten Holzschnitzereien verziert, bis zu 15 m hoch und bis zu 40 t schwer sind. Das älteste Modell stammt aus dem Jahr 1795. Vier Gruppen von insgesamt 216 Soldaten ziehen diese Wagen vom Tempel, wo der Verstorbene aufgebahrt worden war, in einer Prozession zum Einäscherungsplatz (meist dem Sanam Luang). Zuletzt wurde einer dieser Wagen bei der Beisetzung der Königinmutter am 8. März 1996 benutzt (siehe Weblinks).
- Pavillons: zahlreiche offene Pavillons (Sala) sind auf dem Museumsgelände verteilt. Direkt am Eingang gelegen, fällt der zierliche Long Song Pavillon aus der Zeit von König Vajiravudh ins Auge, schräg hinter der Buddhaisawan Kapelle liegt der kürzlich renovierte Samran-Mukhamat-Pavillon.

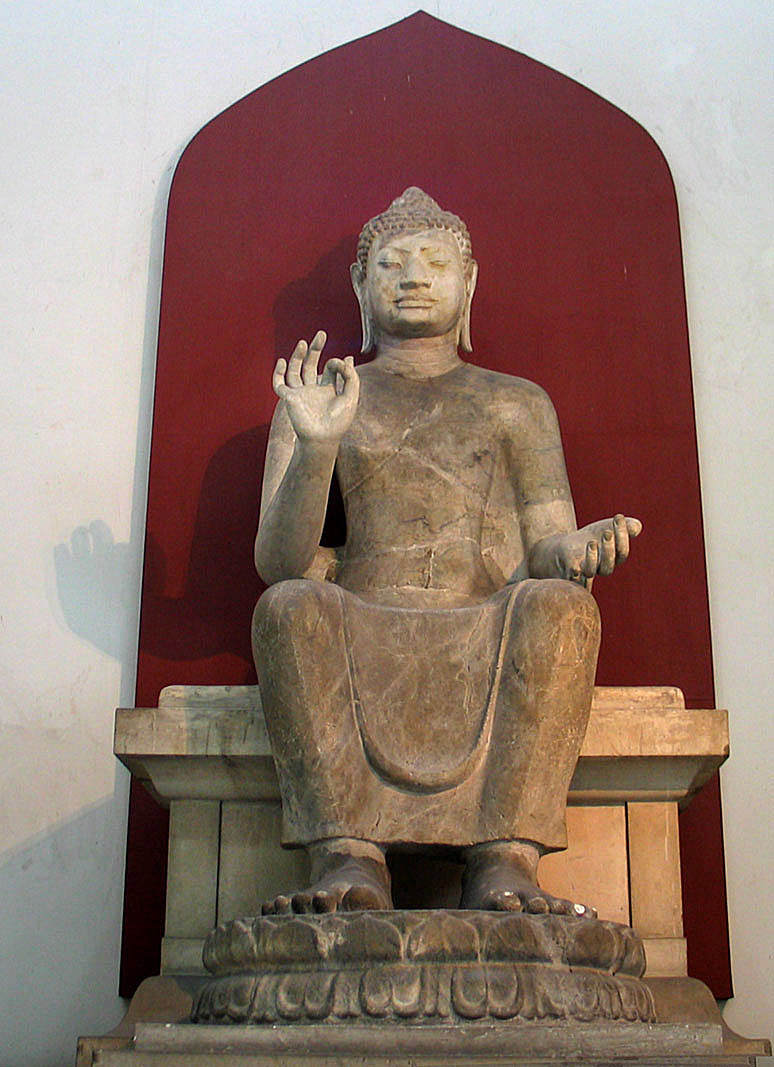
Phra Phuttha Narachet, Dvaravati-Stil
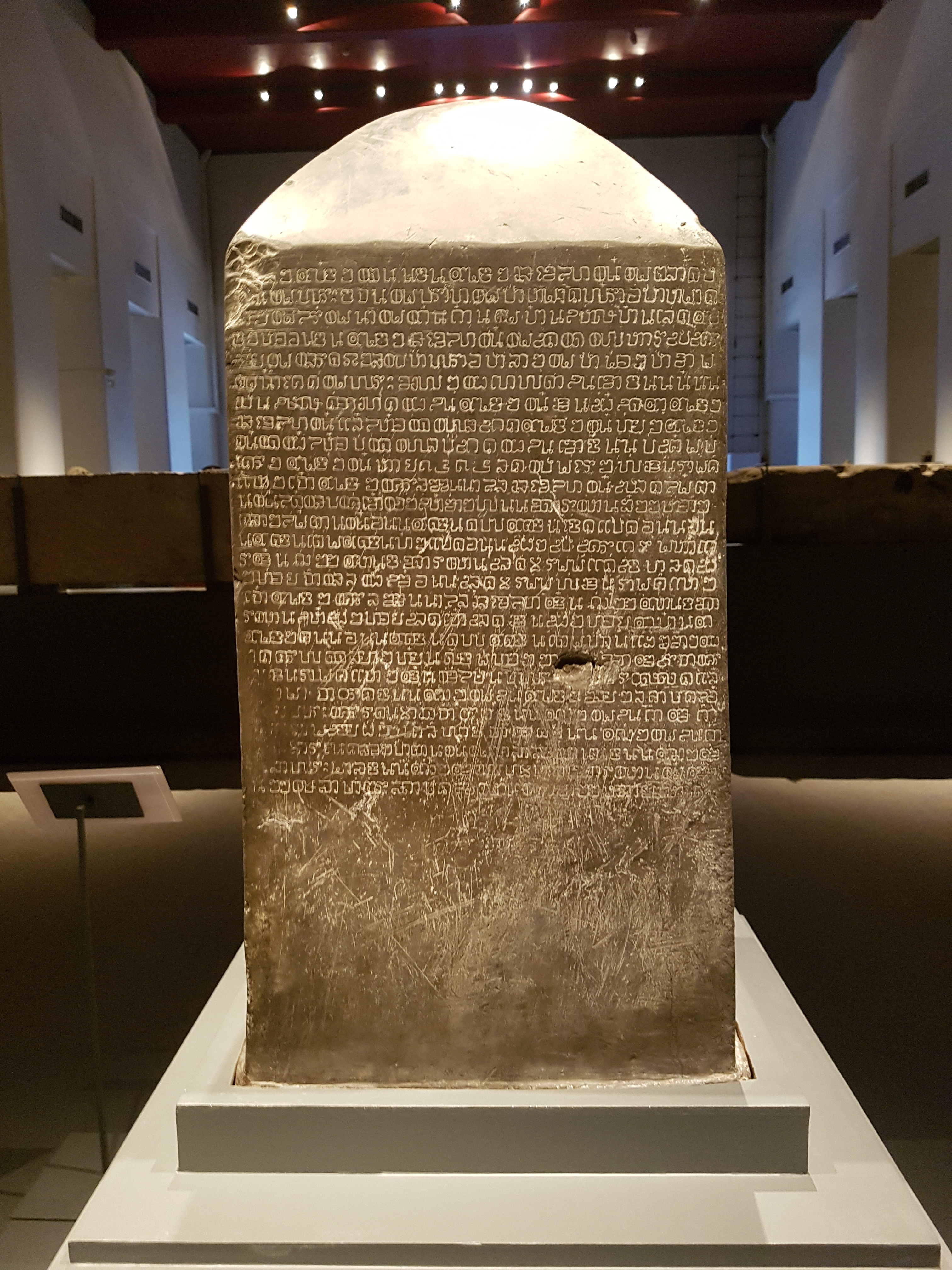
Ramkhamhaeng-Stele
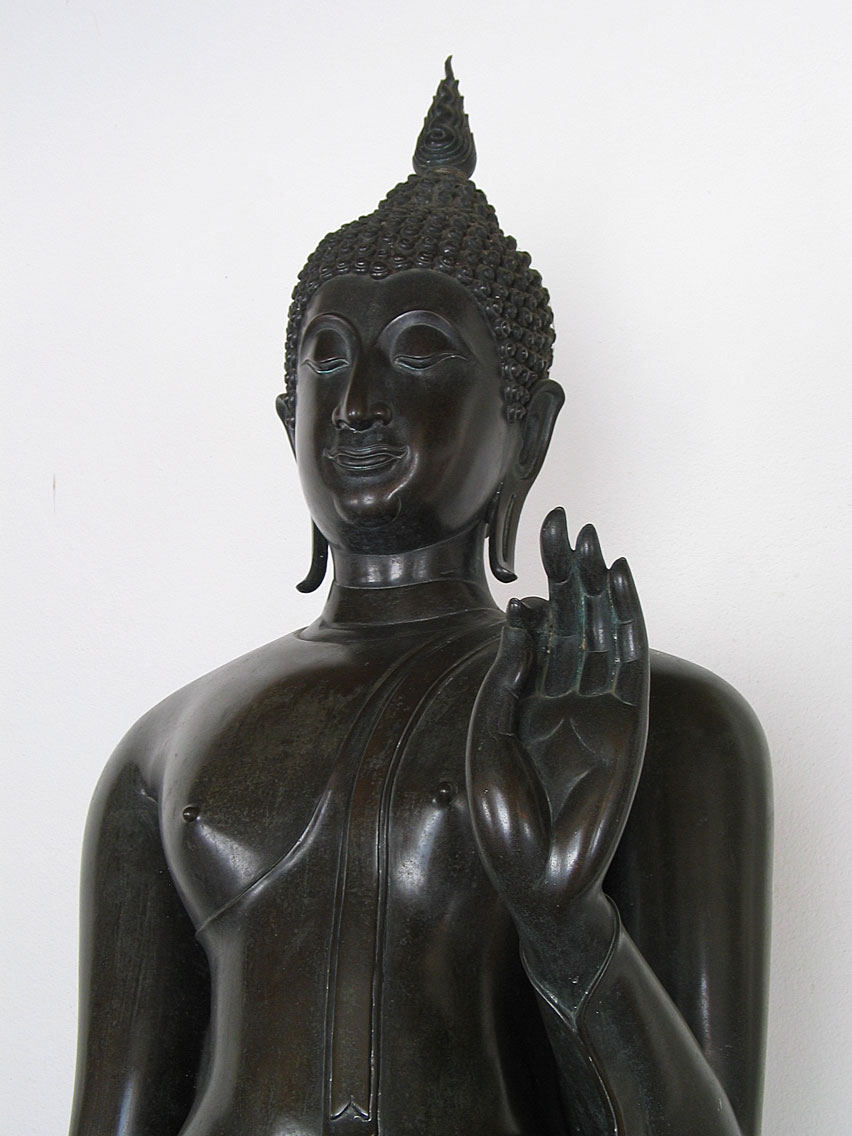
Schreitender Buddha, Sukhothai-Stil
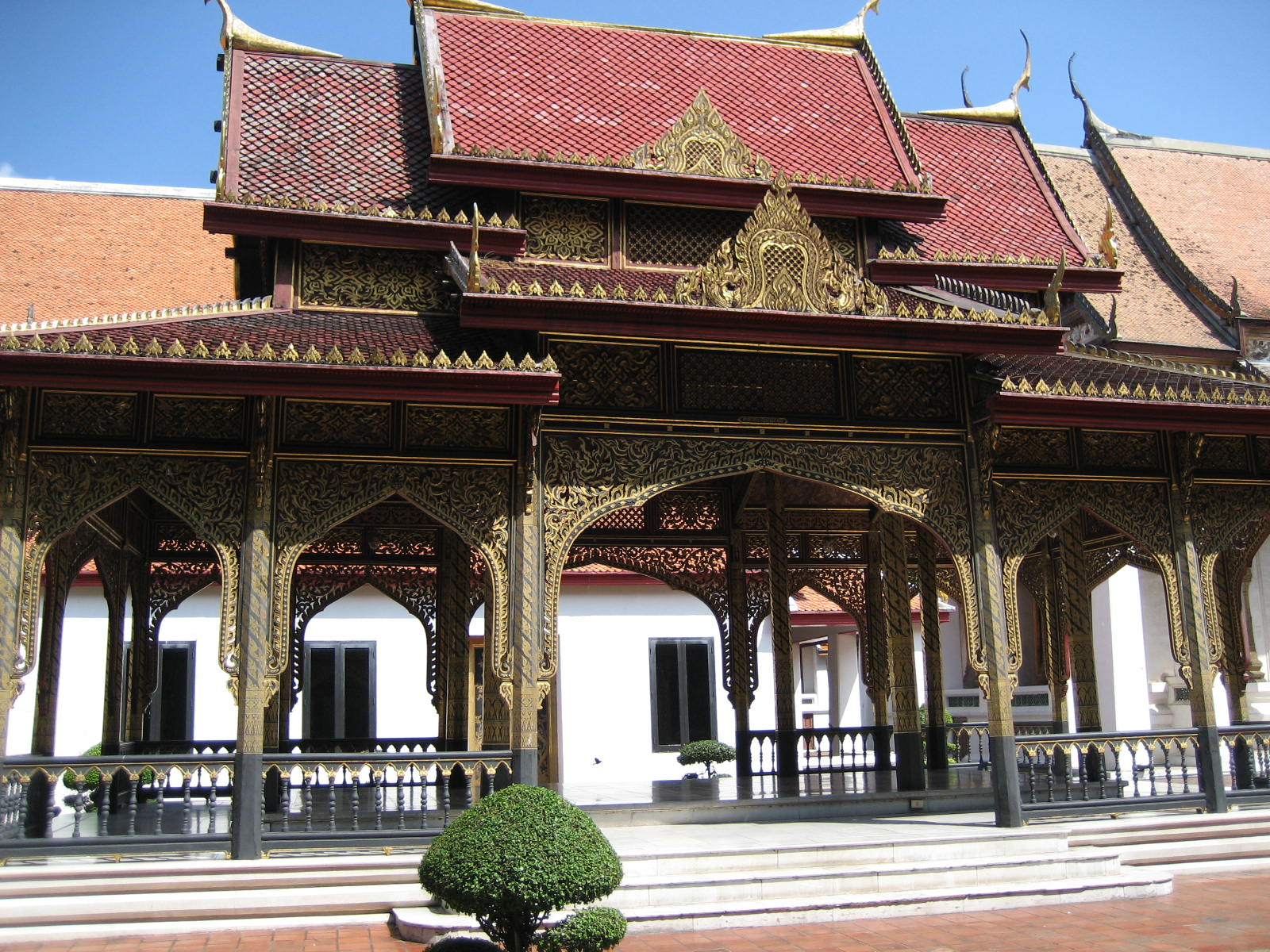
Der Samran-Mukhamat-Pavillon